# Cesana Pariol
Casana Pariol je bilo prizorišče boba, sankanja in skeletona na zimskih olimpijskih igrah leta 2006. 1435 metrov dolga proga ima 19 zavojev, 11 levih in 8 desnih in 114 m nadmorske razlike med štartom in ciljem. Sprejeme lahko 7130 gledalcev in ima 3624 sedežev.